# Músculo cuadrado lumbar
El músculo cuadrado lumbar ([TA]: musculus quadratus lumborum, también costalis lumborum) se encuentra en la cara posterolateral de la columna lumbar. Es aplanado y cuadrilátero.
Este músculo está formado por fibras que se entrecruzan en tres direcciones:
- las fibras costotransversas, que van desde las apófisis transversas de las vértebras lumbares L4, L3, L2 y L1 al borde inferior de la duodécima costilla.
- las fibras iliotransversas, que parten de la espina ilíaca, del labio interno y van a las apófisis transversas de las vértebras lumbares L4, L3, L2 y L1.
- las fibras iliocostales, que parten de la cresta ilíaca y llegan al borde inferior de la duodécima costilla.

Se origina en el ligamento iliolumbar y labio externo de la cresta ilíaca y se inserta en el borde inferior de la 12.ª costilla y vértice de las apófisis transversas lumbares.
Lo inervan el nervio espinal T12 y los nervios espinales de L1 a L4.
Su función a nivel unilateral: inflexión de la columna lumbar. A nivel bilateral: extiende la columna lumbar (produciendo hiperlordosis si está fuertemente contraído junto con el músculo Psoas) y desciende la 12.ª costilla en la espiración.